# Рањеници (Отписани)
Рањеници је дванаеста епизода телевизијске серије „Отписани“, снимљене у продукцији Телевизије Београд и Централног филмског студија „Кошутњак“. Премијерно је приказана у Социјалистичкој Федеративној Републици Југославији 9. марта 1975. године на Првом програму Телевизије Београд.

## Историјска подлога
На крају ове, као и осталих епизода налази се натпис — Ова серија инспирисана је подвизима илегалаца у окупираном Београду. Лица и догађаји су измишљени. Свака сличност је случајна.

## Улоге
| Глумац               | Улога        |
| -------------------- | ------------ |
| Драган Николић       | Прле         |
| Војислав Брајовић    | Тихи         |
| Раде Марковић        | Милан        |
| Драгомир Фелба       | Стрико       |
| Слободанка Жугић     | Клара        |
| Зорица Мирковић      | Милица       |
| Александар Берчек    | Чиби         |
| Стево Жигон          | Кригер       |
| Александар Хрњаковић | Миро         |
| Бранко Цвејић        | џокеј        |
| Љубомир Убавкић      | Жиле         |
| Васа Пантелић        | Крста Мишић  |
| Слободан Новаковић   | Цвика        |
| Богољуб Петровић     | железничар   |
| Цане Фирауновић      | Кениг        |
| Божидар Павићевић    | Динст        |
| Мило Мирановић       | Миличин отац |
| Славица Стефановић   | Марлен       |
| Слободан Матић       | доктор       |
| Момир Петровић       | портир       |